# Немец, Георгий Павлович
Георгий Павлович Немец  (1930-2013) — советский и российский лингвист, доктор филологических наук, профессор, Заслуженный деятель науки Российской Федерации (1998).

## Биография
В 1967 году защитил кандидатскую диссертацию «Порядок синтаксических единиц в предложении и контексте», в 1989 году — докторскую диссертацию «Семантико-синтаксические средства выражения модальных отношений в русском языке».
Научно-педагогическая деятельность Георгия Павловича получила признание как в России, так и за её пределами. Он являлся почётным профессором Кубанского государственного университета, почетным членом Кембриджского университета (Англия), кавалером Большой золотой королевской медали (Кембридж), был награждён 15 российскими правительственными наградами
На филологическом факультете Г. П. Немец работал с 1970 г., с 1973 по 1980 г. был деканом факультета. В 1987 году он основал кафедру общего и славяно-русского языкознания, на которой в настоящее время работают его ученики — 7 докторов и 4 кандидата наук.
действительный член РАЕН (2001)

## Основные работы
- Немец, Г. П. О порядке слов в конструкциях с прямой речью. — Краснодар : [б. и.], 1966. — 40 с.
- Нмец, Г. П. Семантико-синтаксические средства выражения модальности в русском языке / Г. П. Немец; [отв. ред. В. В. Казмин]. — Ростов- на-Дону : [б. и.], 1989. — 144 с. 154
- Немец, Г. П. Грамматические средства выражения модальности в русском языке / Г. П. Немец. — Харьков : Око, 1991. — 163 с.
- Немец, Г. П. Актуальные проблемы модальности в современном русском языке / Г. П. Немец; [отв. ред. В. В. Казмин], КГУ. — Ростов-на-Дону : [б. и.], 1991. — 187 с.
- Немец, Г. П. Прагматика метаязыка / Г. П. Немец; [под ред. А. Г. Лыкова]. — Киев : [б. и.], 1993. — 148 с.
- Немец, Г. П. Семантическая субстанциональность стилистики правовых процессуальных документов (Северо-Кавказский регион) / Г. П. Немец, В. Ю. Яблонский ; МВД России, Краснодарский юридический институт. — Краснодар : Изд-во КЮИ МВД России, 1999. — 250 с.
- Немец, Г. П. Семантика метаязыковых субстанций / Г. П. Немец. — Краснодар : [б. и.], 1999. — 741 с.
- Немец, Г. П. Интеллектуализация метаязыка науки / Г. П. Немец : под ред. В. В. Зеленской. -Краснодар : Москва : [Изд-во КубГУ], 2004. — 423 с.
- Немец, Г. П. Метаязыковые инновации в лингвистике : монография / Г. П. Немец. — Краснодар : [Изд-во КубГУ] ; Ростов-на-Дону : [Изд-во Ростовского гос. пед. университета], 2006. — 191 с.
- Немец, Г. П. Язык и интеллект : опыт лингвопрагматического описания / Г. П. Немец, С. А. Голубцов. — Москва : Икар, 2006. — 222 с.